# Brachyteleutias pulcher
Brachyteleutias pulcher är en insektsart som beskrevs av Max Beier 1960. Brachyteleutias pulcher ingår i släktet Brachyteleutias och familjen vårtbitare. Inga underarter finns listade i Catalogue of Life.